# Castelo Glengarnock

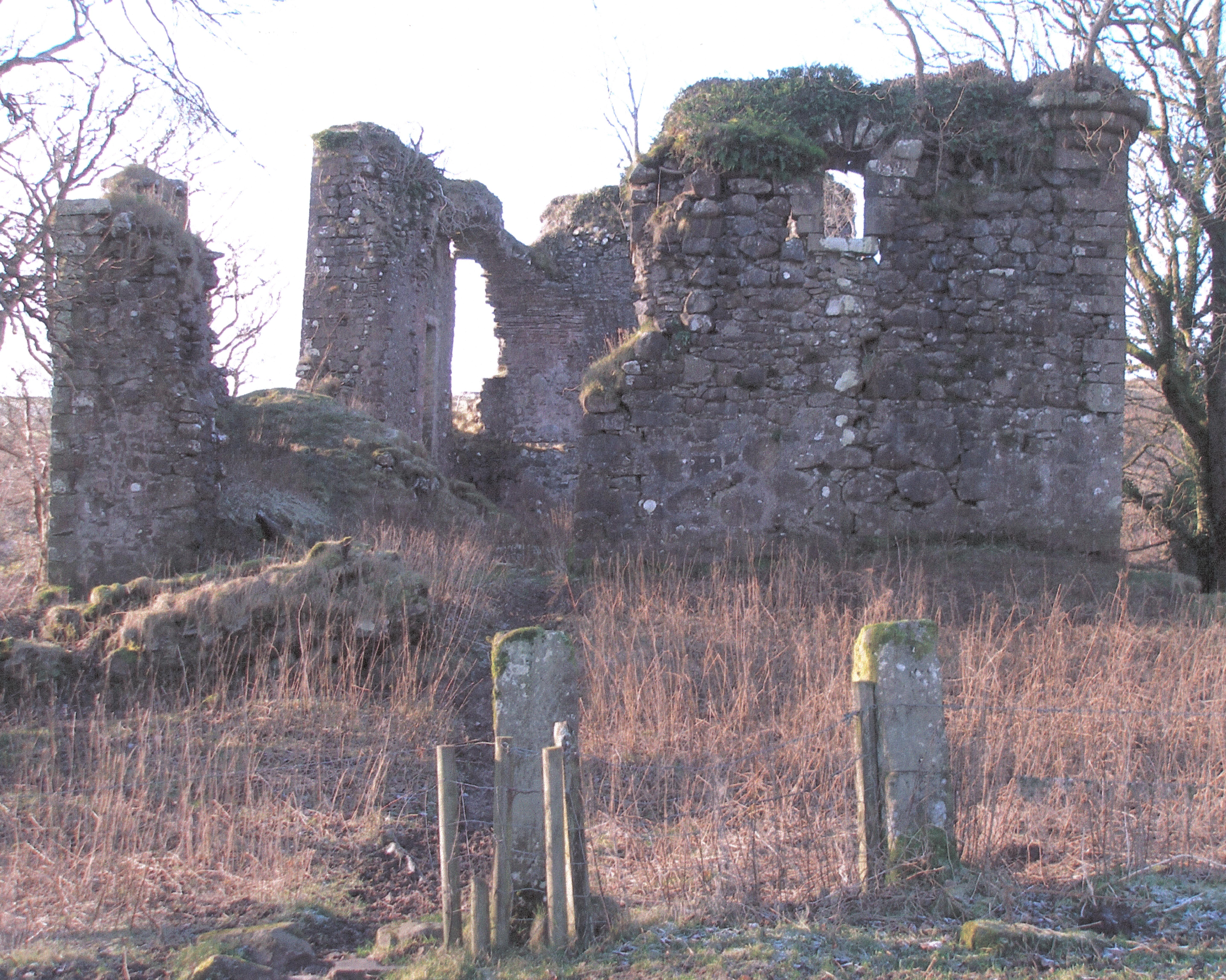
Castelo Glengarnock, Escócia

O Castelo Glengarnock (em inglês:  Glengarnock Castle) é um castelo do século XV atualmente me ruínas localizado em Kilbirnie, South Ayrshire, Escócia.

## História
O castelo é um exemplo de uma torre de menagem rodeado por jardins, do período entre 1400-1542.
O castelo foi alvo de uma intervenção por parte de William Cochrane Patrick de Ladyland em 1841/1842.
Encontra-se classificado na categoria "B" do "listed building" desde 14 de abril de 1971.